# Arnold Grosjean
Arnold Grosjean, né le 9 juin 1834 à La Chaux-de-Fonds et décédé le 22 mars 1898 dans la même ville, est un horloger et homme politique suisse, membre du Parti radical-démocratique.

## Biographie
Arnold Grosjean effectue un apprentissage de commerce à La Chaux-de-Fonds, puis crée dans cette ville avec son frère Charles Constant Grosjean une manufacture horlogère nommée Grosjean & Cie en 1857. Il en est le codirecteur jusqu'en 1888. Membre du Parti radical-démocratique, il siège d'abord au Conseil général (législatif) de la ville de La Chaux-de-Fonds, de 1865 à 1875, puis au Conseil communal (exécutif) de 1875 à 1888. Après la fin de son mandat de Conseiller communal en 1888, il retourne au Conseil général jusqu'à sa mort. Parallèlement à sa carrière politique locale, il siège au Grand Conseil du canton de Neuchâtel de 1868 à 1892 et le préside en 1890. Il est également longtemps Conseiller national, de 1878 à 1893. Enfin, il s'engage avec Guillaume Ritter pour que la ville de La Chaux-de-Fonds soit approvisionnée en eau potable par l'Areuse.